# Сергей Герасимов
Сергей Аполинариевич Герасимов (* 21 май / 3 юни 1906 в село Кундрови, Оренбургска губерния, Руска империя, днес Челябинска област, Русия; † 26 ноември 1985 в Москва) е съветски филмов режисьор, сценарист и актьор.

## Живот
Герасимов учи в Ленинградското художествено училище и завършва Ленинградския институт за сценични изкуства през 1928 г. Герасимов дебютира в киното през 1926 г. участва като актьор в седем филма за „Совкино“ до началото на 30-те години на XX век. С изключение на „Човекът, който загуби паметта си“ (1929) на Фридрих Ермлер всички тези неми филми – включително „Палтото“ (1926), „Новият Вавилон“ (1929) и „Одна: Сама“ (1931) – са заснети с режисьорското дуо Григорий Косинцев и Леонид Трауберг и оператора Андрей Москвин, с когото основава авангардния артистичен колектив ФЕКС (Фабрика на ексцентричните актьори) през 1922 г. От 1930 г. нататък Герасимов сам режисира и пише сценарии.
От средата на 30-те години на XX век Герасимов преподава актьорско майсторство в студиото „Ленфилм“ и използва младите актьори във филмите си. Неговата ученичка, Тамара Макарова, по-късно става негова съпруга и сътрудничка. Други важни ученици на Герасимов са Сергей Бондарчук, Ина Макарова (също негова съпруга), Сергей Гурсо, Людмила Шагалова, Нона Мордюкова, Галина Полских, Вячеслав Тихонов и актьорът Георгий Жжонов в Ленинградското театрално училище.
Най-важната филмова творба на Герасимов е трисерийна драма по романа „Тихият Дон“ от 1957 г., базирана на едноименния роман на Михаил Шолохов. Филмът разказва историята на донските казаци през разкъсваните от войната години от 1912 до 1922 г. През 1984 г. Герасимов постига по-нататъшен успех с филмовата адаптация на биографията на Лев Толстой, като самият режисьор поема главната роля на известния руски писател.
Герасимов е член-кореспондент на Академията на изкуствата на ГДР.
Московският институт по кинематография е кръстен на Сергей Герасимов.